# 施肇曾

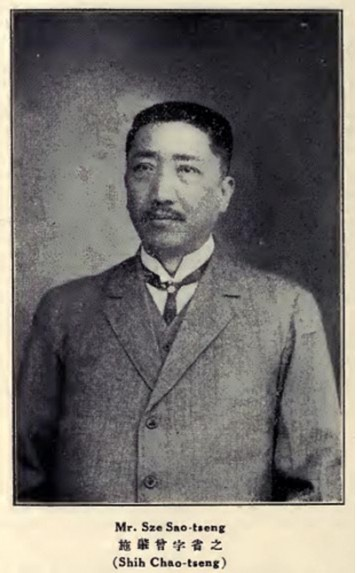
《中国名人录》（第三版）的施肇曾照片

施肇曾（1865年—1945年9月19日）字鹿珊，号省之，江苏吴江震泽镇人，清朝及中华民国官员、银行家、企业家。

## 生平
清朝同治四年（1865年）生。早年为国子监生员，曾先后在上海圣约翰学院、电报学校学习。光绪十七年（1891年）起，历任知县、同知、道员等职。光绪二十年（1894年）赴美国，任驻美使馆随员。光绪二十二年八月（1896年）任驻美国纽约领事馆正领事官等职。光绪二十三年（1897年）回国，任汉阳铁厂提调，兼理京汉铁路工程。光绪三十二年五月（1906年），任沪宁铁路总办兼招商轮船局董事，光绪三十四年（1908年）改任沪杭甬铁路总办。民国元年（1912年），督办陇豫海铁路。民国二年（1913年）11月，获二等嘉禾勋章。民国三年（1914年）任国内公债局董事、漕运局总办。民国四年（1915年）任交通银行董事长。民国七年（1918年）创办北京中央医院。民国八年（1919年）1月，全国商会公举他担任国际税法平等会赴欧总代表。同年，在震泽创办江丰农工银行，任董事长，以扶持当地蚕丝业。民国十年（1921年）在无锡学宫旧址创办国学专修馆，聘太仓唐文治讲古代文化，还刊刻十三经读本等古籍。民国十二年（1923年），和胞弟施肇基等人创办震泽初级中学，他任董事长，招收震泽镇及附近学生就近读初中。同年起，捐款重建南浔至震泽石塘。民国十三年（1924年），任上海闸北水电股份有限公司董事长、永亨银行董事长。民国十八年（1929年），出资参与创办震丰缫丝厂。民国二十二年（1933年），在震泽创办育英高中。民国二十七年（1938年），震泽被侵华日军占领后，他将育英中学迁到上海觉园，并设附属育英小学。
民国三十四年（1945年）9月19日，施肇曾在上海寓所逝世。

## 延伸阅读
[在维基数据编辑]
 《海上名人傳·施省之》，出自《海上名人傳》